# Fagmid
Fagmid (fasmid) – rodzaj sztucznie wytworzonego, dwufunkcyjnego DNA, zbudowanego z faga i plazmidu. Fagmidy mogą ulegać replikacji albo jako fagi, albo jako plazmidy. W przeciwieństwie do plazmidów genomy fagmidowe mogą być pakowane do kapsydów wirusowych. Wykorzystywane są w biologii molekularnej, np. w technice prezentacji fagowej.
Taki typ rekombinowanego DNA został skonstruowany i nazwany w 2 poł. lat 70. XX w. przez naukowców z Instytutu Biochemii i Fizjologii Mikroorganizmów im. G.K. Skriabina w Puszczinie po Moskwą. Pierwszy konstrukt zawierał elementy bakteriofaga λ i plazmidu pMB9.